# Blood & Magic
Blood & Magic è un videogioco strategico in tempo reale pubblicato da Interplay nel 1996, ambientato nel mondo di Forgotten Realms.

## Modalità di gioco
C'è una sola risorsa da gestire, il mana. L'unità fondamentale sono i "golem di base", che generano il mana col passare del tempo, e possono creare tutte le altre unità e gli edifici, trasformandosi loro stessi nell'unità o edificio. Le unità sono creature terrestri o volanti tipiche del mondo di Dungeons & Dragons, alcune dotate di incantesimi. Ciascuna unità può anche raccogliere e trasportare un oggetto alla volta, che le conferisce un'abilità. La scoperta di nuovi tipi di unità da creare avviene spendendo i punti esperienza.
Ci sono 5 campagne per giocatore singolo, ciascuna giocabile dal punto di vista di due fazioni.